# Angostrina i Vilanova de les Escaldes
|  | Per a altres significats, vegeu «Caldes». |

Angostrina i Vilanova de les Escaldes (en francès, Angoustrine-Villeneuve-des-Escaldes) és una comuna de la Catalunya del Nord, a la comarca de l'Alta Cerdanya. Administrativament, pertany a l'Estat francès.
El terme actual és fruit de la unió, el 1973, de les antigues comunes d'Angostrina, que ocupava la major part del terme actual, i de Vilanova de les Escaldes, una estreta franja longitudinal de nord a sud a l'extrem sud-occidental del terme actual. A més dels dos pobles caps d'aquelles comunes, Angostrina i Vilanova de les Escaldes té els nuclis de la Part Petita, de Cal Coix, del Mas d'en Gaula i del conjunt balneari de les Escaldes, modernament reconvertit en un centre de reeducació funcional.

## Etimologia
L'etimologia dels noms dels dos pobles principals d'aquest terme estan tractats en el capítol corresponent a cadascun d'ells, Angostrina i Vilanova de les Escaldes.

## Geografia

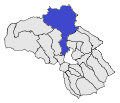
Angostrina i Vilanova de les Escaldes a l'Alta Cerdanya

### Localització i característiques generals del terme
El terme comunal d'Angostrina i Vilanova de les Escaldes, de 878.700 hectàrees d'extensió (el més extens de l'Alta Cerdanya i de tota la Catalunya del Nord), és situat a l'extrem nord de la comarca de l'Alta Cerdanya. És al límit amb la comarca del Capcir (termes dels Angles i de Matamala) i amb Occitània (parçan del Sabartès, del llenguadocià País de Foix).
L'antic terme d'Angostrina tenia 843.400 hectàrees, de manera que ell sol ja representava el 95,9% del terme actual; el de Vilanova de les Escaldes era de 35.300 ha i, per tant, en suposa el 4,1%.
És un terme molt extens en la seva meitat septentrional, ample d'oest a est i allargat de sud a nord, i estret i allargassat, en els mateixos termes, a la meitat meridional. És en aquest sector meridional on hi ha tots els nuclis de població del terme. La part nord és molt muntanyosa, ja que inclou el Carlit amb bona part del seu massís, la major part del qual és per damunt dels 2.000 metres. També s'hi troba la capçalera de la Tet, amb l'Estany de Lanós i un llarg reguitzell d'estanys de muntanya, sempre dins de la vall de la Tet. Aquest riu deriva cap a la Bollosa, des d'on emprèn la marxa cap al sud-est en direcció al Conflent.
Aquest extrem nord del terme forma un arc d'oest a est, inflexionat cap al nord, que conté els dos puigs de Coll Roig, el Puig Oriental i el Puig Occidental de Coll Roig, al límit amb les comunes de Dorres i Portè, la Serra i el Puig de Font Viva, al nord-oest dels dos puigs anteriors, el Pic de Cortal Rossó, al nord, i el Puig de Coma d'Or, on les comunes catalanes d'Angostrina i Vilanova de les Escaldes i Dorres es troben amb l'occitana de Merens, al Sabartès (País de Foix). En aquest punt el termenal nord de la comuna esdevé límit nord dels Països Catalans. Continuant cap al nord, aquest límit passa per la Portella Roja, el Puig Pedrós Sud, tot seguit el Puig Pedrós Nord, on el termenal gira cap a llevant, cap al Circ de Pedrós, on torna a tòrcer cap al nord, seguint la carena que emmarca pel costat de ponent l'Estany de Lanós fins a la Portella de Lanós primer i el Puig de les Bacivelles, tot seguit cap al Coll de Coma d'Anyell i, finalment, arriba a l'extrem nord d'aquest tram de termenal, on hi ha el Puig de Lanós, on els termes d'Angostrina i Vilanova de les Escaldes i de Merens es troben amb el terme d'Orlú, també pertanyent al Sabartès, com el de Merens.
Des d'aquest lloc, el termenal continua cap a llevant, decantant-se lleument primer cap al sud-est i després cap al nord-est, però seguint una línia molt trencada, atès que va seguint la carena que emmarca pel nord la capçalera de la vall de la Tet, tot passant per la Portella d'Orlú, o de Serra Blanca, més endavant pel Coll de Lanós, tot seguit pel Puig de la Grava i el Coll de la Grava, per arribar finalment a l'extrem septentrional absolut, al Puig de la Cometa d'Espanya, de 2.746,9, i al Puig de la Portella Gran, de 2.729,3, on els dos termes abans esmentats troben el triterme amb el de Formiguera. Davallant cap al sud-est, el termenal s'adreça de seguida al Puig Peric, de 2.810.
En el vessant sud-est del massís del Carlit s'origina el Riu d'Angostrina, la part alta del qual és la Vall de Sant Martí (on hi ha la capella de Sant Martí d'Envalls), que forma la vall que constitueix tot el sector meridional del terme, fins a la seva sortida d'adreça al terme d'Ur. En el conjunt del terme es poden reconèixer dues conques diferents: al nord-est, la de la Tet, a la resta, la dels afluents del Segre, a través de dos afluents diferents: el Riu d'Angostrina, subsidiari del Reür, i el Querol.
Termes municipals limítrofs:
| Merens (Sabartès) | Orlun (Sabartès) | Formiguera / Els Angles                                     |
| Portè             |                  | La Llaguna (Conflent) / Bolquera / Font-romeu, Odelló i Vià |
| Dorres            | Ur (Cerdanya)    | Targasona / Llívia                                          |

### Angostrina
La zona habitada del terme d'Angostrina és totalment situada al sud del territori de la seva comuna, on es troben, propers els uns dels altres, els seus diferents nuclis de població.

#### El poble d'Angostrina, o la Part Major

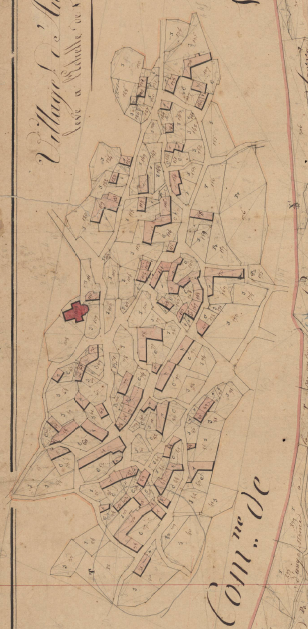
Angostrina en el Cadastre Napoleònic del 1812 (Arxius Departamentals dels Pirineus Orientals, ADPO)

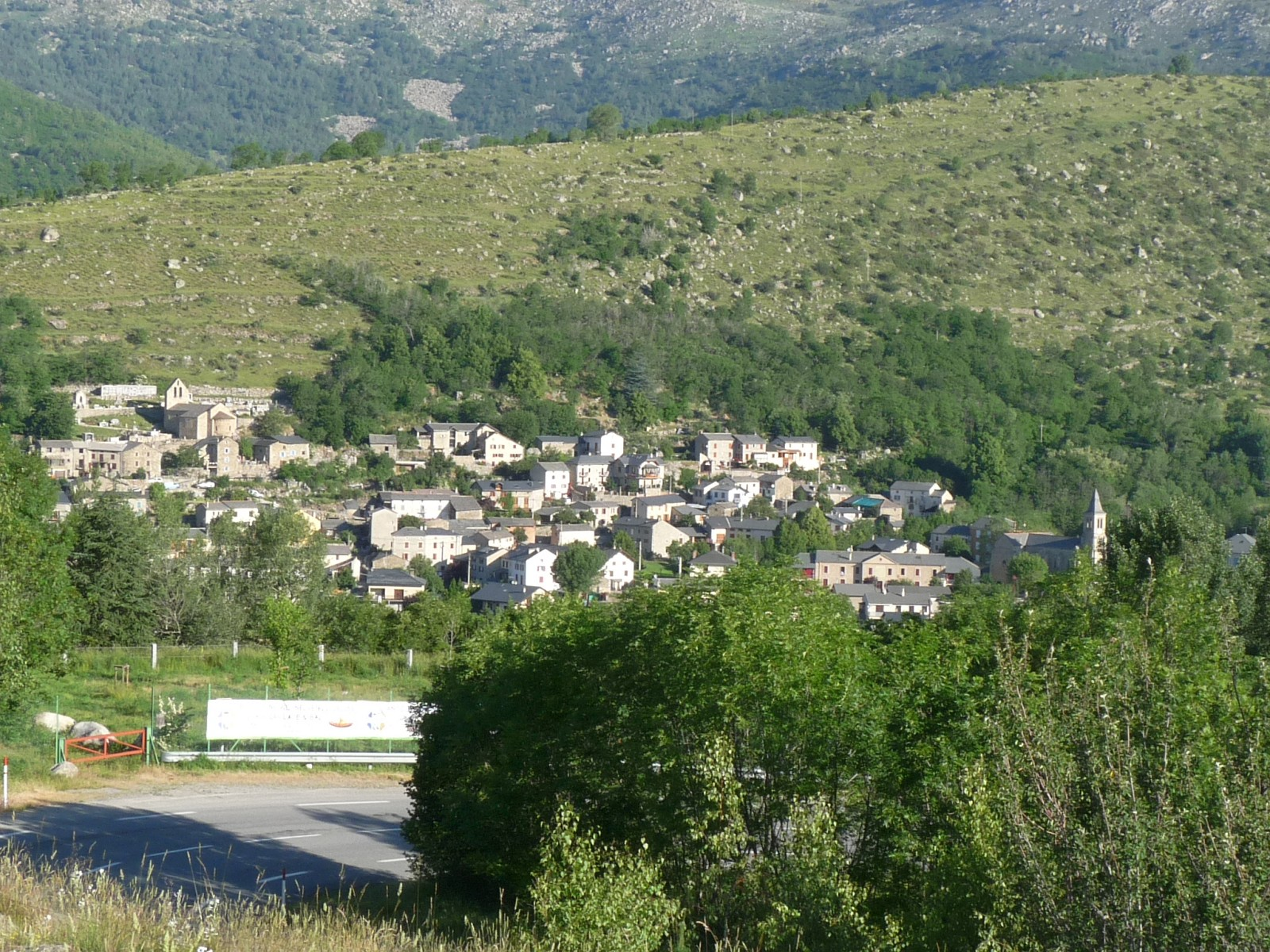
Angostrina i Cal Coix des de llevant

El poble d'Angostrina era originalment un poble sobretot d'hàbitat dispers, amb algunes petites agrupacions de cases com les que s'esmenten tot seguit. La seva part més antiga és coneguda popularment com a la Part Major, es troba cap a la meitat occidental del sector sud del terme, prop dels altres nuclis ceretans, com Vilanova de les Escaldes, Ur, Dorres, Llívia i Targasona; és a la dreta del Riu d'Angostrina.
És encara actualment un poble d'hàbitat poc agrupat, amb la part antiga al sud del nucli de població, dessota i a migdia de l'antiga església parroquial de Sant Andreu d'Angostrina i la zona de construcció més moderna al nord i nord-est del nucli vell. En aquesta part més moderna hi ha els principals edificis comunals, tant l'edifici nou de la Casa del Comú com el vell, l'escola i la nova església parroquial.

#### Cal Coix

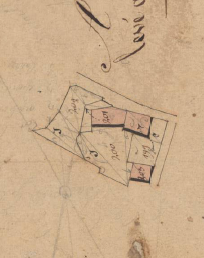
Cal Coix en el Cadastre Nepoleònic del 1812 (ADPO)

Cal Coix era un veïnat proper als dos nuclis d'Angostrina, la Part Major i la Part Petita, situat al seu nord, i nord-est de la vella església de Sant Andreu. Avui dia és pràcticament un barri més del poble.

#### La Part Petita

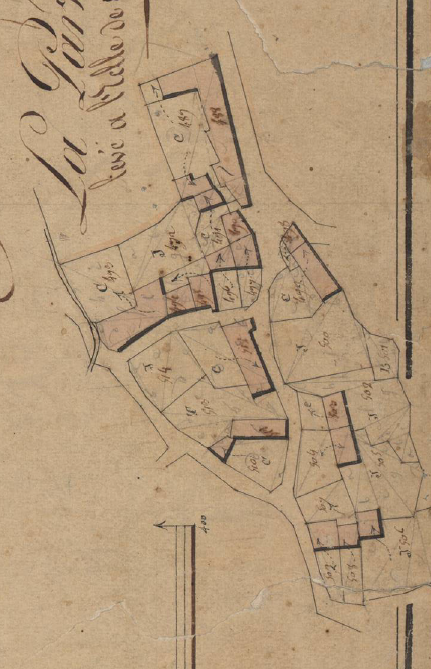
La Part Petita en el Cadastre Napoleònic del 1812 (ADPO)

Contraposada a la Part Major, la Part Petita és situada al nord-est d'Angostrina, a poca distància, és a peu de la carretera D - 618, que just a la Part Petita fa un angle agut molt marcat: hi arriba des del sud-oest, i en marxa cap al sud-est. El petit vilatge és a l'esquerra del Riu d'Angostrina, però s'ha format modernament a la dreta una zona d'habitatges que pràcticament l'uneixen amb el poble d'Angostrina.

#### El Mas d'en Gaula

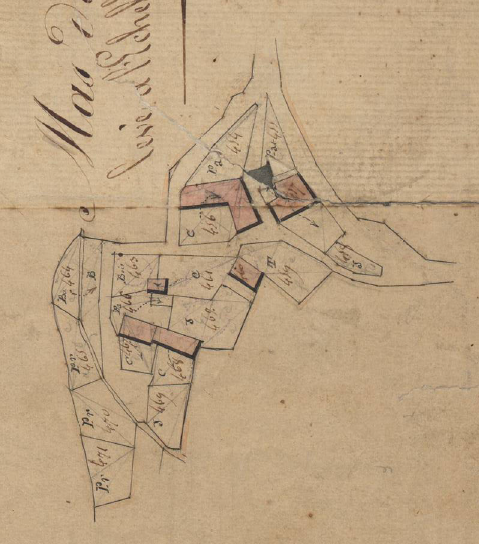
El Mas d'en Gaula en el Cadastre Napoleònic del 1812 (ADPO)

El Mas d'en Gaula és un mas i veïnat ja existent a principis del segle xix situat a prop al nord de la Part Petita, a l'esquerra del Riu d'Angostrina.

#### Envalls
Envalls havia estat una petita població desapareguda des de molt antic. Només en queda la que n'havia estat església parroquial, Sant Martí d'Envalls. És una capella romànica, actualment isolada, situada al nord del poble d'Angostrina, a la vall del Riu d'Angostrina. És just al lloc on la vall d'aquest riu es comença a eixamplar en el seu descens cap a la plana cerdana.

#### La Bollosa
Ran del Llac de la Bollosa, a la riba dreta i a prop de l'extrem de ponent de la resclosa, es troba, dins del terme d'Angostrina i Vilanova de les Escaldes, l'alberg de muntanya de les Bones Hores.

#### Els refugis de muntanya
El terme d'Angostrina i Vilanova de les Escaldes és un dels més freqüentats pels excursionistes a causa de la importància que té el Carlit i tot el seu entorn. És per això que hi ha diversos refugis o abrics de muntanya, com els de la Cabana del Solà, la Cabana del Roset, la Guimbarda i la Casa dels Enginyers, a la zona de l'Estany de Lanós, el dels Germans Aimars, el de Nartigues, el de Nescala, el de Sant Martí, els dos de la Barraca de Prat Carrera, el de Veirat, els dos propers a l'Estany de la Pradella (un d'ells denominat Refugi de la Calma, el de l'Estany Sec, el proper als estanys de les Dugues i de Vallell, el de la resclosa de l'Estany de Trebens, el de Coma Joan i l'Orri d'Angostrina.

### Vilanova de les Escaldes
El petit terme de Vilanova de les Escaldes, situat a ponent del d'Angostrina, constava d'un poble, el que duu el nom de l'antic terme, i un nucli secundari de caràcter sanitari i turístic, el de les Escaldes.

#### El poble de Vilanova de les Escaldes

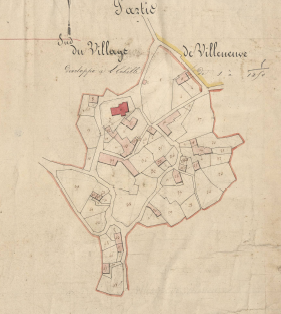
Nucli principal de Vilanova de les Escaldes en el Cadastre Napoleònic del 1812 (ADPO)

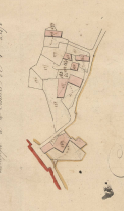
Nucli secundari del poble en el Cadastre Napoleònic del 1812 (ADPO)

Dins del seu estret terme, el poble d'aquest nom és a la zona central - meridional; en el terme actual d'Angostrina i Vilanova de les Escaldes és quasi a l'extrem sud-oest. Constava inicialment d'un nucli principal a l'entorn de l'església parroquial de Sant Iscle i Santa Victòria i d'un petit segon nucli situat més al nord. Actualment estan tots dos englobats en el nucli urbà actual.

#### Les Escaldes

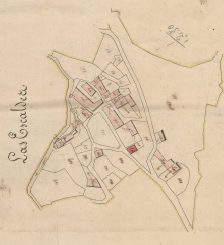
Les Escaldes en el Cadastre Napoleònic del 1812 (ADPO)

Situat al nord del poble de Vilanova, les Escaldes és al peu de la carretera de Dorres. El nucli de les Escaldes és una petita població sorgida a l'entorn de les surgències d'aigua calenta -d'on el nom del vilatge- explotades des de finals del segle xviii.
A part del sector antic de les Escaldes, situat més a migdia, al nord seu es troben el Gran Establiment Termal de les Escaldes, les Termes Colomer i les Termes Merlat, a part de la capella de Santa Maria de les Escaldes, o Nostra Senyora d'Engràcies. Encara més modernament s'hi ha afegit el Centre Helioteràpic. Modernament s'hi ha creat alguna urbanització, com la Pleta la Solana.

### Les construccions aïllades del terme comunal
El terme d'Angostrina i Vilanova de les Escaldes no posseeix a penes cap construcció d'hàbitat permanent aïllada, atès que n'hi havia hagut -Cal Coix i el Mas d'en Gaula, sobretot- amb el pas del temps van esdevenir veïnats i, actualment, pràcticament barris dels pobles del terme.
Les principals construccions disperses pel terme que es conserven són principalment degudes a les antigues activitats del terme: explotació del bosc i ramaderia. En els darrers anys s'hi han afegit les relacionades amb la moderna activitat dels esports de muntanya. Així, en aquest terme es conserven algunes barraques: la Barraca de Coma Joan, la de la Comassa, la de la Gimbarda, la de Lanós, la de la Pleta dels Escalers, la de les Dugues, la de les Llebres, la de l'Estany Llat, o dels Germans Aimar, la de l'Estany Llong, la del Racó, la del Solà, la de Pradelles, la de Prat Carrera, la de Roset, abans Barraques de Roset, les dues barraques de Sant Martí d'Envalls, una d'elles anomenada també Barraca del Vaquer, i la de Trebens. També hi ha la Casa dels Enginyers, lligada a les obres dels telecadires del nord-oest del terme, els dos cementiris de les parròquies del terme, Angostrina d'una banda i Vilanova de les Escaldes de l'altra, la Central Elèctrica, o la Usina, del nord d'Angostrina, i l'Hotel de Bones Hores, ran del Llac de la Bollosa. De la mateixa manera, hi ha alguns orris: l'Orri de la Jaça de Casa Blanca, el de la Pleta dels Llops, el del Solà i el de Roset.
Hi ha algunes edificacions de caràcter religiós, en aquest terme; a part de la capella de Sant Martí d'Envalls, hi ha la Creu de Vilanova de les Escaldes i l'Oratori de prop de la Central Elèctrica. També hi ha l'Estela d'Olivier Fornès, de caràcter commemoratiu. Finalment, l'abundor de cursos d'aigua en aquest terme fa que hi hagi algunes passarel·les, com la de la Grava i la de Lanós, i els ponts de la Casa Blanca, dels Empedrats i Mercadal.

### Hidrònims

#### Cursos d'aigua
A l'extens terme comunal d'Angostrina i Vilanova de les Escaldes hi ha un gran nombre de cursos d'aigua. Tanmateix, com que en molts casos es tracta de torrents de muntanya, només es poden llegir en aquest apartat els més rellevants. D'una banda, l'extrem nord-est del terme està format per la conca de la capçalera de la Tet; de l'altra, la pràctica totalitat de la resta del territori forma la conca mitjana i alta -i part de la baixa- del Riu d'Angostrina. Encara, a l'extrem nord-oest, procedent de l'Estany de Lanós, hi ha la capçalera del Rec de Lanós, un dels principals afluents del Riu de Querol, que deriva cap al veí terme de Portè.
La Tet es forma al Llac de la Bollosa per la unió de diversos torrents, en aquest lloc anomenats recs, que es troben precisament en aquest llac. D'est a oest, aquests recs són, en primer lloc, el Rec de Puig Peric, que en molta part del seu recorregut fa de termenal amb la comuna capcinesa d'els Angles. Aquest rec recull les aigües de l'Estany de l'Esparver i les seves molleres, i forma el Rec de l'Esperina, o de Puig Peric. Quan aquest torrent arriba a la Coma de la Tet, s'uneix amb el Rec de la Grava; el lloc de trobada dels dos torrents és l'extrem nord del Llac de la Bollosa. El Rec de la Grava aporta també l'aigua del Rec de la Llosa i de tot un conjunt d'estanys, basses i molleres del sector nord del terme comunal: estanys de Pradet, de la Grava, del Racó, i, a través del Rec de la Llosa, l'Estany Blau, el Petit Estany Blau, l'Estanyol, l'Estany de la Llosa i l'Estany Baix.
El Riu d'Angostrina es forma en el sector més septentrional del terme, però en el seu sector oriental, de manera que en la seva capçalera, és paral·lel a la Tet; després es decanta cap al sud-oest, fins que esdevé l'eix central de la comuna, moment en què emprèn la direcció nord - sud. Es forma a prop del Llac de la Bollosa per la barreja del Rec del Pla de Bones Hores amb altres recs de muntanya. Fa de límit dels termes d'Angostrina i Vilanova de les Escaldes i de Font-romeu, Odelló i Vià, en un tram que no rep, per cap costat, cap afluent rellevant. Un cop es reintegra al terme angostrinenc, rep de seguida per la dreta el Rec del Mesclant d'Aigües, un torrent de llarg recorregut que prové del sector més septentrional de la comuna. Es forma entre la Pleta de Mollet i la Jaça Llarga per l'adjunció del Rec de la Coma dels Forats, a prop al sud-est del Carlit, on rep les aigües de diverses molleres i basses, el Rec de l'Estany Llat i un rec que davalla de les Basses de les Llebres. El Rec de l'Estany Llat aporta totes les aigües que recull l'Estany Llat, procedents de tot el sistema d'estanys, basses i molleres del vessant nord-est del Carlit: estanys de Sobirans, de Trebens, d'en Gombau, del Castellar, de les Dugues, de Vallell, Estany Llong, Estany Sec, Estany Llat i les Basses d'en Gombau.
Cal destacar que des dels estanys del Castellar i de les Dugues, una part de les aigües davallen cap a la Bollosa, al sud-est, i, per tant, se'n van cap a la conca de la Tet.
Un cop reunits el Riu d'Angostrina i el Rec del Mesclant d'Aigües al Pont dels Empedrats, el riu continua cap al sud i rep per la dreta el Rec de Carlit, que hi aporta el Rec dels Estanyets i el de la Boca de Carlit, al cap de poc també per la dreta el Rec de la Font dels Llops, i ja no rep cap altra afluència fins que arriba a Vilanova de les Escaldes, on hi arriba per la dreta el riu de la Ribereta, que anteriorment ha recollit les aigües del Rec de l'Avellanosa, el dels Banys de Dorres i el del Valladar; els dos darrers, com la mateixa Ribereta, provenen del terme comunal de Dorres.
A llevant del poble d'Angostrina, al sud-est del terme, hi ha una petita vall que marxa del terme en direcció a Llívia. Es tracta del Rec del Tudó amb el dels Clots.
Finalment, al nord-oest del terme es troba l'Estany de Lanós, que aporta les seves aigües al Riu de Querol.

#### Estanys i basses
La zona muntanyosa de l'antic terme d'Angostrina conté moltes zones lacustres, com ara deu basses individualitzades, vint-i-tres grups de basses, trenta-nou estanyols, estanys o grups d'estanys, i dotze molleres o grups de molleres. També s'hi poden trobar les rescloses o barratges de la Bollosa i de Lanós.
Entre les basses i grups de basses, n'hi ha fins a onze sense nom, a causa del seu petit volum i importància; a més, hi ha la Bassa del Coll de la Coma d'Anyell, la de l'Estany Llat, la dels Forats, les Basses de la Comassa, les de la Grava, les de la Llosa, les de la Pleta de Mollet, les de la Serra de Coll Roig, les del Castellar, les de les Dugues, les de les Llebres, les de l'Esparver, les de l'Estany Negre, les del Pla de Mollet, les del Racó, les del Rec de la Boca de Capcir, les dels Forats de Lanós, les del Solà de Lanós, les d'en Gombau, les de Roset, les de Sobirans i les Prigues.
Pel que fa als estanyols, estanys i grups d'estanys, s'hi poden trobar la Bollosa o Llac de la Bollosa, la Bolloseta, l'Estany Baix, o Baix de la Llosa, l'Estany Blau, o Gran de la Portella d'Espanya, el de la Comassa, el de la Grava, dos estanys anomenats de la Llosa, un d'ells a cavall del terme dels Angles, l'Estany de Lanós, el de Lanoset, abans Faurer, el de la Pradella, el del Borgalló (nom antic), el del Castellar, el de les Dugues, el de l'Esparver, els dos estanys del Racó, el dels Forats, el dels Forats de Lanós, el del Viver, el d'en Gombau, el Petit Estany Blau, el de Pradet, o Estanyol de la Grava, l'Estany de Roset, abans de Lanoset, el de Sobirans, el de Trebens, el de Vallell, anomenat senzillament el Vallell, l'Estany Llat, el Llong, el Negre i el Sec, l'Estanyol de la Portella de la Grava, el de l'Estany Blau i el de la Llosa, els Estanys de Castell Isard, els de Coma d'Orlú, o de la Serra de les Ximeneies, els de la Coma dels Forats, els de la Portella d'Orlú i els del Puig de la Coma.
Finalment, les molleres existents són la Mollera, la Mollera del Pas de Maig, la del Rec de la Coma dels Forats, la del Rec dels Forats i la dels Forats, les Molleres (dues sense nom), les Molleres de la Coma de la Grava, les de la Grava, o de la Coma de la Tet, les de la Serra de les Llebres i les de l'Esparver.

#### Canals d'irrigació
En el terme hi ha diversos cursos d'aigua i instal·lacions destinats a la irrigació. A part de dues preses construïdes per a l'arrencament de canals de reg, la Presa del Rec de Llívia i la del Rec d'Ur, s'hi troben el Rec, el Rec d'Angostrina, el de Llívia, el de les Deveses, el de Vilanova i el d'Ur.
També hi ha dos canals i dues conduccions forçades per a abastiment de la Central Elèctrica.

### Orografia
Els topònims del terme que denoten espais geogràfics o formes de relleu són obagues, com el Bac de Coll Roig i el de la Coma de la Grava; boscs, com el Bosc Comunal d'Angostrina; clots, com el Clot d'en Sales; colls, com el Coll de Coma d'Anyell, el Coll de Formills, el Coll de la Grava, el Coll de Lanós, el Coll dels Andorrans, el Coll dels Cirerets, el Collet, el Coll Roig, la Portella de la Grava, la Portella de Lanós, la Portella d'Orlú, o Serra Blanca, la Portella Gran, o Portella d'Espanya, la Portella Roja; comes, com la Coma Joan, la Coma de la Grava, la Coma de la Llosa, la Coma de la Tet, la Coma dels Forats, la Coma d'Orlú, la Coma de Trebens i la Coma Peironell; costes, com la Costa i les Costes; muntanyes, com el Carlit de Baix, el Carlit, o Puig Carlit, el Pic de Cortal Rossó, el Puig de Castell Isard, el Puig de Coll Roig, o Puig Occidental de Coll Roig, el Puig de Coma d'Or, el Puig de Fontviva, el Puig de la Cometa, o de la Cometa d'Espanya, el Puig de la Grava, el Puig del Cap de l'Home, el Puig de Lanós, el Puig de la Portella Gran, el Puig de les Bacivelles, el Puig de Sobirans, el Puig de Solana Carnissera, el Puig Pedrós, el Puig Peric i el Tossal Colomer; planes, com el Pla de Bones Aures, el Pla de Bac Frissat, el Pla de Miró, el Pla de Mollet, el Pla del Riu, serres i serrats, com la Serra, les dues anomenades Serra de Coll Roig, la Serra de Fontviva, la Serra de l'Artiga, la Serra del Bac d'Hortell, la Serra de les Llebres, la Serra de les Ribes, la Serra de l'Estany Llat, la Serra de les Xemeneies, la Serra de l'Orri, la Serra del Pla de Bones Aures, la Serra del Puig Peric, la Serra dels Forats de Lanós, la Serra de Solans, la Serra de Sobirans, la Serra de Vilalta, la Serra Petita de Torrent Roig i el Serrat de Castellar, i solanes, com el Solà de Baix, el Solà de la Coma de la Grava, el Solà de Lanós, el Solà del Domènec, el Solà d'en Mas i la Solana Carnissera.

### El terme comunal
Les partides o indrets específics del terme comunal són l'Altra Part de l'Aigua, els Airins, l'Artiga, l'Avellanet, l'Avellanosa, el Broaller, o la Broalla, les Cabanes, Cal Coix, el Camp del Bac, el Camp d'Estrada, Canals Carniceres, el Caos de Targasona, el Caos de Vilanova, la Casa Blanca, el Castellar, la Closa, les Closes, el Cortal, el Cortalet de Nyer, la Devesa, tres indrets anomenats les Deveses, Ensemisme, les Escaldes, les Escales, abans, els Escalers, l'Esparver, l'Estany Llat, les Feixes Llargues, les Fontetes, el Forat de la Ximeneia Baixa, els Forats, els Forats de Lanós, la Jaça de Casa Blanca, la Jaça dels Capellans, la Jaça Llarga, la Llonga, la Llosa, els Maians, les Marinoses, o la Marinosa, Mas d'en Gaula, Mata Nova, Maurà, el Molinàs, la Neganella, la Part Petita, el Pas del Mig, els Pasturals, els Paüls, la Pedra Bruta, les Pedroses, la Pleta de la Font del Veïnat, la Pleta de les Escaldes, la Pleta dels Escalers, o de les Escales, la Pleta dels Llops, la Pleta de Mollet, el Pont de Cabra, el Pont de la Casa Blanca, el Pont dels Empedrats, Pont Mercadal, Pradelles, Prat Carrera, Prat d'Amunt, el Puig de la Vinya, el Quer Blanc, les Queres, o les Esqueres, les Querinoses, o les Esquerinoses, el Ras del Carlit, el Racó, el Riberal, les Ribes, la Riguerassa, la Roca Roja, o Roc Roig, el Roc de les Encantades, els Rocs de la Pleta dels Llops, el Roset, Sant Martí, la Socarrada, les Socarrades, la Tartera de Coma Joan, la Tartera d'en Margall, el Tudó, el Valladar, Vilalta i els Vivers.

#### Senyals termenals
Molts topònims denoten senyals del límit del terme d'Angostrina i Vilanova de les Escaldes: tres indrets anomenats simplement la Creu, la Creu de la Pedra Bruta, la Creu del Coll dels Cirerets, la Creu del Cortal d'en Fabra, la Creu del Prat de la Balmeta, o, simplement, la Creu de la Balmeta, la Creu del Roc de Castelló, la Creu dels Comunals d'Ur i Font-romeu, la Creu dels Empedrats, la Creu del Socarrat, el Roc de Castellar, el Roc de la Devesa d'en Maurí, o del Solà d'en Mas, el Roc de la Devesa del Sicart, el Roc de la Font del Solà d'en Garrofa (nom antic), el Roc de la Tossa de n'Ambet, el Roc del Camp del Guillemet, el Roc del Forat de la Ximeneia Baixa i el Roc Forcat.

### Fites frontereres
En el terme d'Angostrina i Vilanova de les Escaldes hi ha 16 fites fronteres, totes respecte del terme municipal de Llívia: les que porten els números del 26 al 41. Discorren de nord a sud-oest.
- La número 26 és a prop a llevant del punt on es troben els termes d'Angostrina i Vilanova de les Escaldes, Llívia i Targasona, a la partida dels Prats del Pou de Targasona, molt a prop, al sud, d'un revolt de la carretera D - 618, en un bosquet existent en aquest lloc. És una creu gravada a la roca amb el número dessota, pintats de color negre dins d'un requadre recangular vertical de color blanc. La roca, que mira cap a migdia, és quasi vertical, de mides molt grans.
- La 27 és a 102 metres a l'oest de l'anterior, en un altre bosquet ran de la carretera abans esmentada, a la sortida cap a ponent d'un marcat revolt inflexionat cap al sud. És al nord del Prat del Rei, partida de Llívia, i, com l'anterior, és una creu gravada en una roca plana horitzontal de grans dimensions, sovint amagada per la vegetació.
- La 28 es troba a 142 metres a l'oest de l'anterior, en el Camp del Rei, a prop d'un altre revolt de la carretera esmentada, en una clariana. És una fita de planta quadrada de mida mitjana, amb el capdamunt pla, amb els cantells lleument arrodonits. Té el número i les inicials dels termes a la cara corresponent gravats a la pedra, sense pintar.
- La 29 és a 71 metres al sud-oest de l'anterior, també en el Camp del Rei. És una creu gravada a la cara superior d'una gran roca, quasi horitzontal. La creu és sense pintar, però la creu i el número són dins d'un requadre rectangular també retallat a la roca.
- La 30 és a ran de terra a llevant de la confluència del Rec de Vilalta amb el Rec del Mas de Vilalta, a 160 metres al sud-sud-est de l'anterior. És una creu gravada en una llosa rectangular no gaire grossa. A partir d'aqui, cap al sud, és l'eix del camí, la Carrerada del Tudor, el que marca el termenal. Entre aquesta fita i la següent estan col·locades diverses fites auxiliars a banda i banda del camí que assenyalen aquest fet.
- La 31 és a la confluència de la Carrerada del Tudor amb el barranc del mateix nom, a uns 940 metres al sud de l'anterior, a la partida de les Costes d'Angostrina. És al costat de llevant del Barranc del Tudor. És una fita de pedra grossa, amb la capçalera piramidal i el número i la lletra del terme corresponent gravats a la pedra i pintats de color negre.
- La 32 és també a la Carrerada del Barranc del Tudor, 75 metres al sud-oest, passat un recolze d'aquest barranc. És una fita doble, una a cada banda del barranc, amb el número i la inicial del municipi o comuna gravats a la pedra i pintats de negre en una fita grossa, de les mateixes característiques que la 31.
- La 33 és igual que l'anterior en tot el que ja ha estat descrit. Es troba a 75 metres de la 32, a l'oest seu, en un altre recolze del barranc.
- La 34 és a 330 metres a l'oest de l'anterior, al capdavall de la Carrerada. La fita, ara única, és idèntica a les dues anteriors. Queda molt amagada per la vegetació del lloc.
- La 35 és al Pla de la Portella del Tudor, a ran de tot de pedres naturals. És una pedra diferent de les anteriors, quadrangular i de mida mitjana, amb el número i les inicials dels termes gravats i suaument pintats de negre, amb uns traços més primitius que les anteriors. És a 454 metres al sud de l'anterior.
- La 36 és igualment en el Pla de la Portella, al lloc anomenat Oratori del Puig, a ran del costat de llevant del camí de Cereja i a 310 metres a l'est-sud-est de l'anterior. És una fita de base quadrada, bastant alta i amb el capdamunt pìramidal, però bastant pla, amb el número i la lletra gravats a la pedra i pintats de color negre damunt d'un requadre rectangular vertical que ocupa, d'ample, tota la cara de la pedra.
- La 37 és en el lloc anomenat les Esquerres, al Serrat de Cormiera, a 175 metres de l'anterior. És una creu amb el número dessota, gravats a la roca i pintats de negre damunt d'un rectangle vertical en una gran roca inclinada encarada a migdia.
- La 38 és a la Roqueta de les Esquerres, a 175 metres de l'anterior. És una fita de pedra a la part superior de la roca esmentada, de base quadrangular i mida mitjana, amb el número i la inicial corresponent pintats de negre damunt de la pedra, que té tota la cara pintada de blanc.
- La 39
- La 40
- Finalment, la 41

## Transports i comunicacions

### Carreteres
Pel terme comunal d'Angostrina i Vilanova de les Escaldes passen dues carreteres departamentals, la D - 618 (N - 116, a la Cabanassa - Ur) i la D - 10 (Dorres - Vilanova de les Escaldes), que té un petit ramal, la D - 10e, a les Escaldes. La primera uneix Montlluís, la Cabanassa, les estacions d'esquí de Bolquera, Font-romeu (a 7 km), Èguet (a 5,8), Targasona (a 4,4), Angostrina, Vilanova de les Escaldes i Ur (a 2,7). La segona, en 1,4 quilòmetres uneix els dos pobles esmentats.

### Transport públic col·lectiu
Tant Angostrina com Vilanova de les Escaldes tenen el servei de la línia 260 del transport col·lectiu departamental de Le bus à 1 €. A més, pot disposar també del TAD (Transport à la demande), com els altres pobles de la comarca. La línia 260 uneix Perpinyà amb la Cerdanya passant per Prada, fins on és directa des de la capital del Rosselló, Rià, Vilafranca de Conflent, Serdinyà, Oleta, Toès, Fontpedrosa, Fetges, Montlluís, Bolquera, Font-romeu, Èguet, Targasona, Angostrina, Vilanova de les Escaldes, Ur, Enveig, la Tor de Querol, la Cabanassa, Sallagosa, Er, Naüja, Oceja, la Guingueta d'Ix, Ur (fent un bucle a l'Alta Cerdanya), Enveig, la Tor de Querol, Porta i Portè. Aquesta línia circula de dilluns a dissabte amb quatre serveis diaris en direcció a la Cerdanya i cinc en direcció a Perpinyà, més un servei diari extra divendres i dissabte i tres serveis en cada direcció el diumenge.

### Els camins del terme
Hi ha camins interiors del terme d'Angostrina i Vilanova de les Escaldes, com el d'Angostrina des de Vilanova de les Escaldes, el de Cal Monic, el de Coma d'Anyell, el de la Balmeta, o de Camporrells, el de la Costa, el de l'Altra Part de l'Aigua, el de la Muntanya, el de la Muntanya de Vilalta, el de la Portella de la Grava, el de la Portella d'Orlú, que és un GR, el de la Ribereta, el de la Serra, el de l'Avellanet, el de l'Avellanosa, el del Carlit (també GR), el de les Deveses, els dos de les Escaldes (un des d'Angostrina, l'altre des de Vilanova de les Escaldes), el de les Esqueres, el de l'Estany de Lanós, el del Molí, a la Part Petita, el del Molinàs, el del Pla del Riu, el del Pont Mercadal, o Camí Vell, el del Riberal, ara anomenat de la Bollosa, el dels Esquits, el dels Estanys de Carlit, els dels Vivers, el del Tudó, el Camí o Pista de Mata Negra, o Camí de Carlit, el de Prat d'Amunt, el de Sant Martí, el de Vilalta, el Camí Vell de Vilanova, el Camí Vell de l'Estany de Lanós, la Carrerada de Carlit, la Carrerada de l'Artiga, la Carrerada de les Cortelles, la Carrerada de les Queres,. Els que enllacen els pobles d'Angostrina i Vilanova de les Escaldes amb els vilatges i termes dels entorns són el Camí de Càldegues, els dos de Cereja (un des d'Angostrina, l'altre des de Vilanova de les Escaldes), el de Dorres, els dos de Llívia (des dels dos pobles principals del terme), el de Targasona, o Camí Vell de Targasona, la Ruta de Dorres, la Ruta de Font-romeu, la Ruta d'Ur, també anomenada Ruta dels Pirineus, el Torn del Capcir, el Torn del Carlit i el Torn de les Muntanyes d'Acs, els tres darrers de Gran Recorregut.

## Activitats econòmiques
La principal activitat econòmica d'Angostrina i Vilanova de les Escaldes estava relacionada amb la ramaderia, atès que les pastures és l'element natural més present en un terme tan muntanyós. Encara avui dia és una de les activitats destacades, amb més de 180 ha de prats i farratges. Se'n té constància des de l'any 1179 (pascua in Cardid), a més d'altres esments posteriors. Tradicionalment, les seves pastures eren lloc habitual de transhumància estiuenca; entre d'altres, s'hi rebien els ramats de bestiar oví del Monestir de Poblet. En l'actualitat hi ha més d'un centenar de caps de bovins, a prop d'un centenar de bestiar oví, poc menys d'una cinquantena de cabrum i alguns equins, sobretot per al treball del camp. A la zona plana del sud del terme s'hi conreen cereals (unes 15 ha), una mica d'hortalisses (unes 4 ha), i una hectàrea de pomeres.
Modernament s'hi ha desenvolupat una indústria turística de restauració relacionada amb les activitats de muntanya, amb dos hotels (un d'ells al Llac de la Bollosa), dos apartaments municipals de lloguer, un càmping municipal, dues cases d'allotjament rural i alguns restaurants i botigues.

## Història
Angostrina, amb el nom grafiat Angustrina apareix en l'Acta de consagració i dotació de la catedral d'Urgell, de principis del segle xi (tot i que fins al 2017 es creia que era del primer terç del IX). Fins al 1803, com tots els pobles cerdans, pertanyia al Bisbat d'Urgell, però en aquella data fou transferit, amb tota l'Alta Cerdanya, al Bisbat d'Elna.
Angostrina pertanyia directament al poder reial, però poc abans de la Revolució Francesa en fou alienada a favor del conseller Desprèss.

## Demografia
Fins al 1973, la població d'Angostrina i Vilanova de les Escaldes està expressada en els articles corresponents a les dues comunes per separat, Angostrina i Vilanova de les Escaldes.

### Demografia contemporània
| 1975 | 1982 | 1990 | 1999 | 2006 | 2007 | 2008 | 2013 | 2016 |
| ---- | ---- | ---- | ---- | ---- | ---- | ---- | ---- | ---- |
| 573  | 556  | 600  | 549  | 632  | 637  | 643  | 714  | 653  |

Fonts: Ldh/EHESS/Cassini fins al 1999, després INSEE a partir deL 2004

### Evolució de la població

Població 1962-2008

## Administració i política
Fins al 1973, aquest capítol està tractat en els capítols de les dues comunes aleshores existents, Angostrina i Vilanova de les Escaldes.

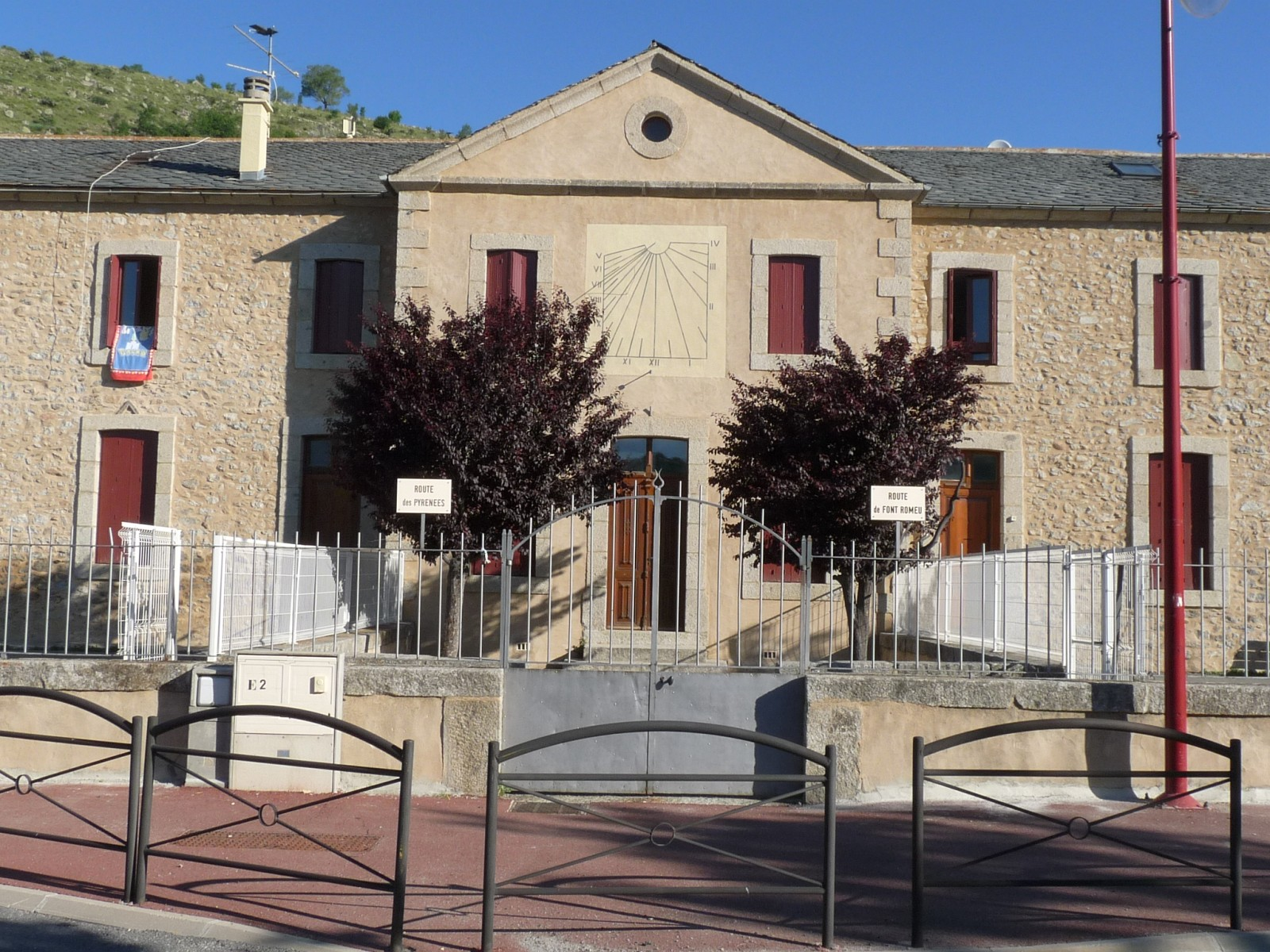
Vella Casa del Comú

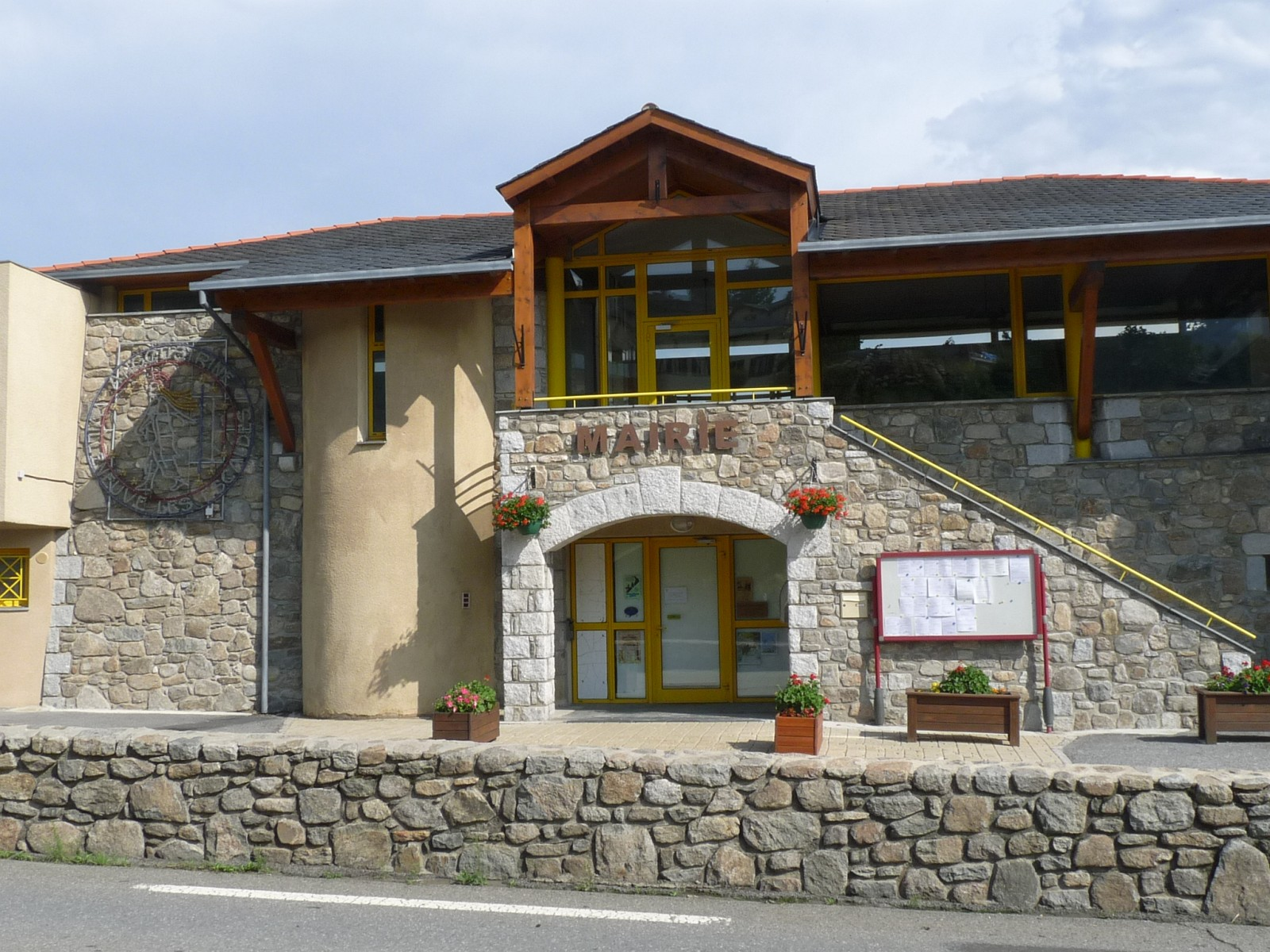
Casa del Comú moderna

### Batlles
| Alcalde            | Període     |
| ------------------ | ----------- |
| Louis Clerc        | 1973 - 1989 |
| Jacques de Maury   | 1989 - 1995 |
| Hélène Josende     | 1995 - 2020 |
| Christian Pallares | 2020        |

### Legislatura 2014 - 2020

#### Batlle
- Christian Pallares, batlle.

#### Adjunts al batlle[17]
- 1r: Jacques Bompieyre
- 2a: Gabrielle Fornoni
- 3r: Paul Siourac
- 4t: Jean Punzano.

#### Consellers municipals
- Brice Bouvier
- Eric Charre
- Séverine Fleurant
- Chantal Frenz
- Joseph Maranges
- Christian Pallarès
- Sandrine Pirof
- Sylvain Servant
- Denis Tubau
- Francis Vigo.

### Adscripció cantonal
Des de les eleccions cantonals del 2015, Angostrina i Vilanova de les Escaldes forma part del Cantó dels Pirineus Catalans.

### Serveis comunals mancomunats
Angostrina i Vilanova de les Escaldes pertany a la Comunitat de comunes Pirineus Cerdanya, amb capitalitat a Sallagosa, juntament amb Dorres, Enveig, Èguet, Er, Estavar, la Guingueta d'Ix, Llo, Naüja, Oceja, Palau de Cerdanya, Porta, Portè, Sallagosa, Santa Llocaia, Targasona, La Tor de Querol, Ur i Vallcebollera.

## Educació i Cultura
Angostrina compta amb una escola maternal i primària, denominada Louis Clerc. És al centre de la part moderna d'Angostrina, en el número 1 de la carretera de Font-romeu. La mainada del poble pot assistir també a l'Escola Comunal de Dorres. Els estudis de secundària es pot seguir en els dos col·legis de Font-romeu (el Pierre de Coubertin i el Col·legi Climàtic i Esportiu), en el col·legi Cerdanya, de la Guingueta d'Ix i en el La Perla Cerdana, d'Oceja. Pel que fa al batxillerat, hi ha propers els liceus general i professional Pierre de Coubertin, de Font-romeu, i el Mas Blanc, liceu agrícola, de la Guingueta d'Ix.
Fins a disset associacions culturals, de lleure i esportives asseguren una vida cultural i associativa molt activa en el terme d'Angostrina i Vilanova de les Escaldes.

## Festes locals
Les principals manifestacions culturals i festes del terme són:
- Festa patronal d'Angostrina: 30 de novembre i 1 de desembre;
- Festa comunal d'Angostrina i Vilanova de les Escaldes: Corpus Christi;
- Festa patronal i comunal de Vilanova de les Escaldes: 17 de novembre.

## Llocs d'interès
- Sant Martí d'Envalls
- L'església de Sant Andreu d'Angostrina
- El centre de reeducació funcional de les Escaldes
- La Pleta la Solana
- L'església de Sant Iscle i Santa Victòria de Vilanova de les Escaldes
- Caos de Targasona i Caos de Vilanova.